# Mellanox Technologies
Mellanox és una empresa d’equipament de telecomunicacions i centres de dades fundada el 1999 per exdirectius israelians d'Intel i Galileo Technology. El 2019, la nord-americana Nvidia la va comprar per 6.900 milions de dòlars. La companyia també és coneguda per promoure la contractació d’enginyers palestins a través de subcontractes. Va ser fundada el març de 1999 com a fabricant de circuits integrats (xips), per Eyal Waldman i d'altres exdirectius israelians, a la ciutat israeliana de Yokneam Il·lit.